# Australian Provincial Championship
L’Australian Provincial Championship (APC) est une compétition de rugby à XV professionnel organisée en Australie pour une unique édition en 2006. Quatre équipes s’affrontent sous la forme d’un championnat de trois journées : les ACT Brumbies, les New South Wales Waratahs, les Queensland Reds et la Western Force. Toutes quatre sont également engagées dans le Super 14. Les Brumbies remportent la compétition. L'APC est remplacé par l'Australian Rugby Championship en 2007. 

## Historique
En raison du manque de joueurs en dehors des bastions de Sydney, de Brisbane, et, depuis moins longtemps, de Canberra, il n’y a jamais eu de compétition vraiment nationale au niveau des clubs, qui préfèrent en découdre dans chacune des régions dans des championnats locaux très populaires. Avant l’introduction du professionnalisme en 1995, les sélections représentatives des deux grands États, la Nouvelle-Galles du Sud (les Waratahs) et le Queensland (les Reds) s’affrontaient dans des matches appelés « State of Union » (à ne pas confondre avec le State of Origin, qui met aux prises les sélections des deux mêmes États en rugby à XIII). Ce terme de State of Union est toujours utilisé régulièrement pour désigner les rencontres entre équipes représentatives des États. Le passage au professionnalisme amena, en 1996, la fondation d’une nouvelle franchise, les ACT Brumbies, basés à Canberra, pour disputer le Super 14, qui fut invitée à prendre part à ces matches inter-états, sous la forme du National Ricoh Championship. La création d’une quatrième franchise régionale, la Western Force, basée à Perth, dans l’ouest de l’Australie, pour disputer le Super 14 en 2005, a incité les dirigeants du rugby australien à mettre en place un véritable championnat des provinces, dénommé Australian Provincial Championship qui voit sa première édition se dérouler en septembre 2006. L’objectif est aussi de rendre le rugby à XV plus « visible » et de développer sa pratique sur l’ensemble du gigantesque territoire de l’île-continent.
Les Brumbies remporte cette première édition, après une finale gagnée face aux Queensland Reds sur le score de 42 à 17.
En 2007, la création d’une compétition de clubs appelée Australian Rugby Championship, qui doit débuter en 2007 met un terme à son existence au bout d'une seule saison. Elle est en outre en concurrence avec le Australian Rugby Shield, compétition qui entend aider au développement du rugby dans des régions ignorées.

## Format
- Les quatre équipes se rencontrent une seule fois sous forme de championnat, jouant une fois à domicile et deux à l’extérieur ou le contraire. À l’issue de cette première phase, les deux premiers du classement s’affrontent pour en finale sur un match pour le titre. Le vainqueur de la compétition se voit remettre le trophée Bob Templeton.
- Le système de points est identique à celui du Super 14. Quatre points pour une victoire, deux points pour un match nul, zéro point pour une défaite ; un point de bonus pour une équipe qui perd par moins de 8 points, un point de bonus pour une équipe qui marque quatre essais ou plus.

## Classement 2006
- La première phase de la première édition se déroule entre le 8 et le 23 septembre 2006. La finale a lieu le 30 septembre 2006, et voit les Brumbies l'emporter face aux Reds.

| Pos | Nom                      | Pts | J | G | N | P | B | PM | PE | +/- |
| --- | ------------------------ | --- | - | - | - | - | - | -- | -- | --- |
| 1   | ACT Brumbies             | 9   | 3 | 2 | 0 | 1 | 1 | 58 | 43 | 15  |
| 2   | Queensland Reds          | 9   | 3 | 2 | 0 | 1 | 1 | 65 | 68 | -3  |
| 3   | Western Force            | 6   | 3 | 1 | 0 | 2 | 2 | 75 | 72 | 3   |
| 4   | New South Wales Waratahs | 6   | 3 | 1 | 0 | 2 | 2 | 71 | 86 | -15 |
Légende
- Pos = Position
- Pts = Points
- J = Joués
- G = Gagné (4 points)
- N = Nul (2 points)
- P = Perdu (0 point)
- B = Points de bonus
- PP = Points marqués
- PE = Points encaissés
- +/- = Différence de points

En cas d’égalité, seront pris en compte, dans l’ordre : 1 la différence de points marqués en match; 2 les résultats lors des confrontations directes ; 3 le nombre d’essais

## Finale
| 29 septembre 2006 19 h | ACT Brumbies | 42 - 17 | Queensland Reds | Viking Park (en), Canberra 3 500 spectateurs Arbitre : Matt Goddard |
| 29 septembre 2006 19 h |              |         |                 | Viking Park (en), Canberra 3 500 spectateurs Arbitre : Matt Goddard |
| 29 septembre 2006 19 h |              |         |                 | Viking Park (en), Canberra 3 500 spectateurs Arbitre : Matt Goddard |